# 陳誠仁
陳誠仁（1951年—），生於臺灣台南，胸腔內科醫師，現為嘉義基督教醫院胸腔內科主治醫師及失智症整合中心主任。第28屆醫療奉獻獎得主。

## 經歷
- 自國立臺灣大學醫學系畢業後，於臺大醫院完成住院醫師訓練。1986年—1987年，參與國立成功大學醫學院及醫院籌建工作，並於成大醫院擔任胸腔內科主治醫師直至1996年。[3]
- 1996年—2000年，擔任嘉義基督教醫院副院長。[3]
- 2000年—2018年，擔任嘉義基督教醫院院長，發展癌症治療及社區服務。在其任內，嘉基通過衛生署癌症治療品質最高等級評鑑。[4]
- 2003年，SARS爆發，醫院成立發燒篩檢站，陳誠仁要求內科主任將其排在輪值第一班。[4]
- 2018年，獲第28屆醫療奉獻獎。[5]
- 2018年至今，卸任院長後持續擔任胸腔內科醫師，並投入失智症照護工作。[3][6]